# مرقد أحمد
مرقد أحمد (بالفارسية: امامزاده احمد) هو مرقد شيعي تاريخي يعود إلى السلالة الصفوية، ويقع في أصفهان.